# Rörtången och Ödsmåls mosse
Rörtången och Ödsmåls mosse – miejscowość (tätort) w Szwecji, w regionie administracyjnym (län) Västra Götaland, w gminie Kungälv.
Według danych Szwedzkiego Urzędu Statystycznego liczba ludności wyniosła: 470 (31 grudnia 2015), 455 (31 grudnia 2018) i 447 (31 grudnia 2019).